# São Miguel do Iguaçu (kommun)
São Miguel do Iguaçu är en kommun i Brasilien.   Den ligger i delstaten Paraná, i den södra delen av landet, 1 300 km sydväst om huvudstaden Brasília. Antalet invånare är 25 755.
Följande samhällen finns i São Miguel do Iguaçu:
- São Miguel do Iguaçu

Trakten runt São Miguel do Iguaçu består till största delen av jordbruksmark. Runt São Miguel do Iguaçu är det glesbefolkat, med 18 invånare per kvadratkilometer.